# Kamiennyj Brod (obwód rostowski)
Kamiennyj Brod (ros. Каменный Брод) – chutor w Rosji, w obwodzie rostowskim, w rejonie rodionowo-nieswietajskim. W 2010 liczył 711 mieszkańców.